# Tomáš Pěnkava
Tomáš Pěnkava (* 14. srpna 1970) je bývalý český fotbalový záložník.

## Hráčská kariéra
V československé nejvyšší soutěži zasáhl na jaře 1991 do 2 utkání v dresu Slavie Praha a na podzim 1991 do 4 utkání za Bohemians, aniž by skóroval. Na jaře 1992 hrál druhou ligu v Mladé Boleslavi. Od podzimu 1993 do jara 2000 dal v ČFL celkem 37 branek (Slavia „B“ 1993/94: 8, Český Brod 1994–1997: 27, Kolín 1999: 1, Semice 1999/00: 1). Od roku 2000 působil v menších klubech (Velim, Uhlířské Janovice, Poděbrady, Polepy, Libodřice, Ratboř, Tři Dvory a Ovčáry). Nyní hraje za SK Strupčice v roli kapitána.

## Trenérská kariéra
Po skončení hráčské kariéry se věnuje trénování.

## Ligová bilance
| Ročník                                   | Zápasy | Góly | Minuty | Klub                |
| ---------------------------------------- | ------ | ---- | ------ | ------------------- |
| 1. československá fotbalová liga 1990/91 | 2      | 0    | –      | Slavia Praha        |
| 1. československá fotbalová liga 1991/92 | 4      | 0    | –      | Bohemians ČKD Praha |
| CELKEM 1. ČS. LIGA                       | 6      | 0    | –      |                     |